# Мэлоун, Дороти
Дороти Мэлоун (англ. Dorothy Malone, 30 января 1925 — 19 января 2018) — американская актриса, лауреат премии «Оскар» в 1957 году.

## Биография
Дороти Элоиз Мэлоуни (англ. Dorothy Eloise Maloney) родилась 30 января 1925 года в Чикаго. После её рождения семья переехала в Даллас, где юная Дороти стала сниматься в качестве модели и принимать участие в школьных театральных постановках. Во время обучения в Южном Методистском университете её заметил агент «RKO» и вскоре она подписала контракт с этой кинокомпанией. В 1942 году состоялся её кинодебют.
На раннем этапе своей карьеры Дороти Мэлоун в основном снималась в фильмах категории «B», многие из которых были вестернами. В 1940—1950 годах наиболее известными её ролями стали владелица книжного магазина в фильме «Большой сон» (1946), а также Эбигэйл в картине «Художники и модели» (1955). В 1953 году она снялась в фильме «Закон и Порядок», где её партнёром стал известный актёр, а в будущем 40-й президент США Рональд Рейган.
В 1957 году актриса получила премию «Оскар» за роль второго плана в фильме «Слова, написанные на ветру». После этого она привлекла к себе ещё большее внимание режиссёров, и в последующие годы её пригласили на съёмки в такие кинокартины, как «Человек с тысячей лиц» (1957), «Запятнанные ангелы» (1958), «Шериф» (1959) и «Последнее путешествие» (1960).
С конца 1950-х годов Дороти Мэлоун стала сниматься на телевидении. С 1964 по 1969 год она исполняла роль Констанс Маккинзи в телесериале «Пейтон-Плейс». Её последней ролью в кино стала Хэйзл Добкинс в фильме «Основной инстинкт» в 1992 году. За вклад в киноиндустрию США актриса удостоена звезды на Голливудской аллее славы по Вайн-стрит 1718.
Дороти Мэлоун трижды была замужем и трижды разводилась. От первого мужа, французского актёра Жака Бержерака, родила дочерей Мими и Дайан. Актриса умерла в одной из клиник Далласа 19 января 2018 года в возрасте 93 лет. На момент смерти Мэлоун была одной из последних звёзд золотого века Голливуда.

## Избранная фильмография
- Основной инстинкт (1992) — Хэйзл Добкинс
- Существо[англ.] (1983) — Мардж Смит
- Зимнее убийство (1979) — Эмма Кеган
- Судьба-охотник (1964) — Лиза Бонд
- Пляжная вечеринка (1963) — Мэрианн
- Последнее путешествие (1960) — Лори Хендерсон
- Шериф Уорлока (1959) — Лили Доллар
- Запятнанные ангелы (1958) — ЛаВерн Шуманн
- Человек с тысячей лиц (1957) — Клева
- Ставка на мёртвого жокея (1957) — Филлис Тредман
- Слова, написанные на ветру (1956) — Мэрили
- Пять ружей Запада (1955) — Шэли
- Художники и модели (1955) — Эбигэйл
- Это молодое сердце (1954) — Фрэн
- Лазейка (1954) — Рути Донован
- Лёгкая добыча (1954) — Энн Стюарт
- Личный ад 36 (1954) — Фрэнси Фарнем
- Закон и порядок (1953) — Джинни
- Напуганные до смерти (1953) — Рози
- Осуждённый (1950) — Кей Ноуленд
- Убийца, запугавший Нью-Йорк (1950) — Элис Лоури
- Флэкси Мартин (1949) — Нора Карсон
- Глубокий сон (1946) — Владелица книжного магазина
- Одной таинственной ночью (1944) — Эйлин Дэйли (в титрах не указана)
- Сокол и студентки (1943) — Дороти, студентка (в титрах не указана)

## Награды
- 1957 — Премия «Оскар» за лучшую женскую роль второго плана («Слова, написанные на ветру»)